# 메르세데스-벤츠 안토스
메르세데스-벤츠 안토스(영어: Mercedes benz Antos)는 독일 다임러 트럭이 생산하는 대형 트럭으로 2012년에 출시되었다.

## 개요
안토스는 차축의 경우 18톤의 무게와 2,650mm에서 최대 6,700mm까지 존재한다. 트레일러 및 트럭에 운용이 가능하다.

## 엔진
- OM471[2]
- OM470[3]
- OM936

## 기타
야야에서 승용완구(붕붕카)로 출시하였었다.